# Moussa Yedan
Moussa Yedan, né le 20 juillet 1989 à Bobo-Dioulasso, est un footballeur international burkinabé, qui joue au poste de milieu offensif au RC Bobo.

## Carrière
Formé à l'Étoile Filante de Ouagadougou, il rejoint le Coton Sport en 2013. C'est là qu'il se révèle, y jouant la Ligue des champions de la CAF, et intégrant alors l'équipe du Burkina Faso.
Après avoir passé seulement une seule saison au Coton Sport, il rejoint le club égyptien d'Al Ahly à la suite de ses bonnes performances lors de la Ligue des champions de la CAF 2013.

## Palmarès
Étoile filante de Ouagadougou
- Coupe du Burkina Faso (1) :
  - Vainqueur : 2011.

 Coton Sport
- Championnat du Cameroun (1) :
  - Champion : 2013.

 Al Ahly
- Championnat d'Égypte (1) :
  - Champion : 2013-14.

- Coupe de la confédération (1) :
  - Vainqueur : 2014.

- Supercoupe de la CAF (1) :
  - Vainqueur : 2014.

 AS Otohô
- Championnat du Congo (1) :
  - Champion : 2018.